# Scilab
Scilab – darmowy pakiet naukowy stworzony w 1990 przez INRIA (francuski narodowy instytut badań w dziedzinie komputerów) oraz ENPC (najstarszą szkołę inżynierską na świecie). Od roku 1994 rozprowadzany na licencji open source. Od maja 2003 roku rozwijany przez utworzone specjalnie Scilab Consortium.

## Możliwości
Scilab został stworzony do badań matematycznych i posiada w sobie setki funkcji matematycznych, którymi możemy operować zarówno na liczbach, jak i na bardziej zaawansowanych strukturach jak wektory czy macierze. Potrafi także współdziałać z programami napisanymi w innych językach.
Scilab posiada także swój interpreter oraz język programowania wysokiego poziomu.

## Dziedziny działania
Scilab jest w stanie pomóc w wielu dziedzinach – od prostych obliczeń, przez macierze, algebrę liniową, przetwarzanie sygnałów, statystykę przez wiele innych dziedzin. Przy wykorzystaniu środowiska graficznego jest w stanie rysować grafy i wykresy 2 i 3 wymiarowe, a nawet tworzyć animacje.

## Licencja i formy dystrybucji
Scilab udostępniany jest za darmo w postaci źródeł jak i binarnej na systemy Unix (w tym Linux) oraz MS Windows.
W wersji Scilab 5.0 zmieniła się wersja licencji na CeCILL, która jest w pełni zgodna z licencją GNU GPL. Obecna forma licencji to GPL.
Scilab do wersji 4.1 nie znajdował się na liście Open Source Initiative, ponieważ nie zezwalał na komercyjną redystrybucję zmodyfikowanej wersji oprogramowania.